# Geertruida van den Heuvel
Geertruida Sara Catharina van den Heuvel, även Jacobus Philippus Vermeijl, född 1783, död 1838, var en nederländsk korpral. Hennes fall utgör ett notabelt fall om hur en kvinna lyckades leva hela sitt liv utklädd som man och inte upptäcktes förrän efter sin död. I de flesta liknande fall som finns dokumenterade, är fallen till skillnad från detta kända på grund av ett avslöjande. 

## Biografi
Heuvel blev tidigt föräldralös och bosatte sig då hos sin morbror och moster i Delft. Hon lämnade hemmet 1808 och levde därefter utklädd till man i  Amersfoort under namnet Jacobus Philippus Vermeijl. 1822 ärvde hon en förmögenhet efter sin faster; då hon hämtade ut arvet, infann hon sig klädd till kvinna och undertecknade sig med sitt kvinnonamn, men återvände därefter till livet som man. Hon upprepade samma sak vid ett annat arv 1836. I Amersfoort levde hon ett framgångsrikt liv; hon tjänstgjorde som korpral i milisen och tjänade sedan en förmögenhet som framgångsrik och respekterad borgare i staden. Hennes moster såväl som en del andra ska ha känt till och accepterat hennes livsstil.     
Efter hennes död 1838 kom anmälde sig hennes brorsbarn inför domstol och förklarade att de var hennes släktingar och därmed hennes arvingar. För att kunna fastställa att hon var deras faster, öppnades graven, och liket konstaterades då vara en biologisk kvinna. Därmed kunde identifikationen fastslås.
Fallet med Geertruida van den Heuvel blev notabelt i Nederländerna igen år 1978, när de juridiska problemen gällande transsexuellas ändrade identitet skulle lösas. 